# علوم وب

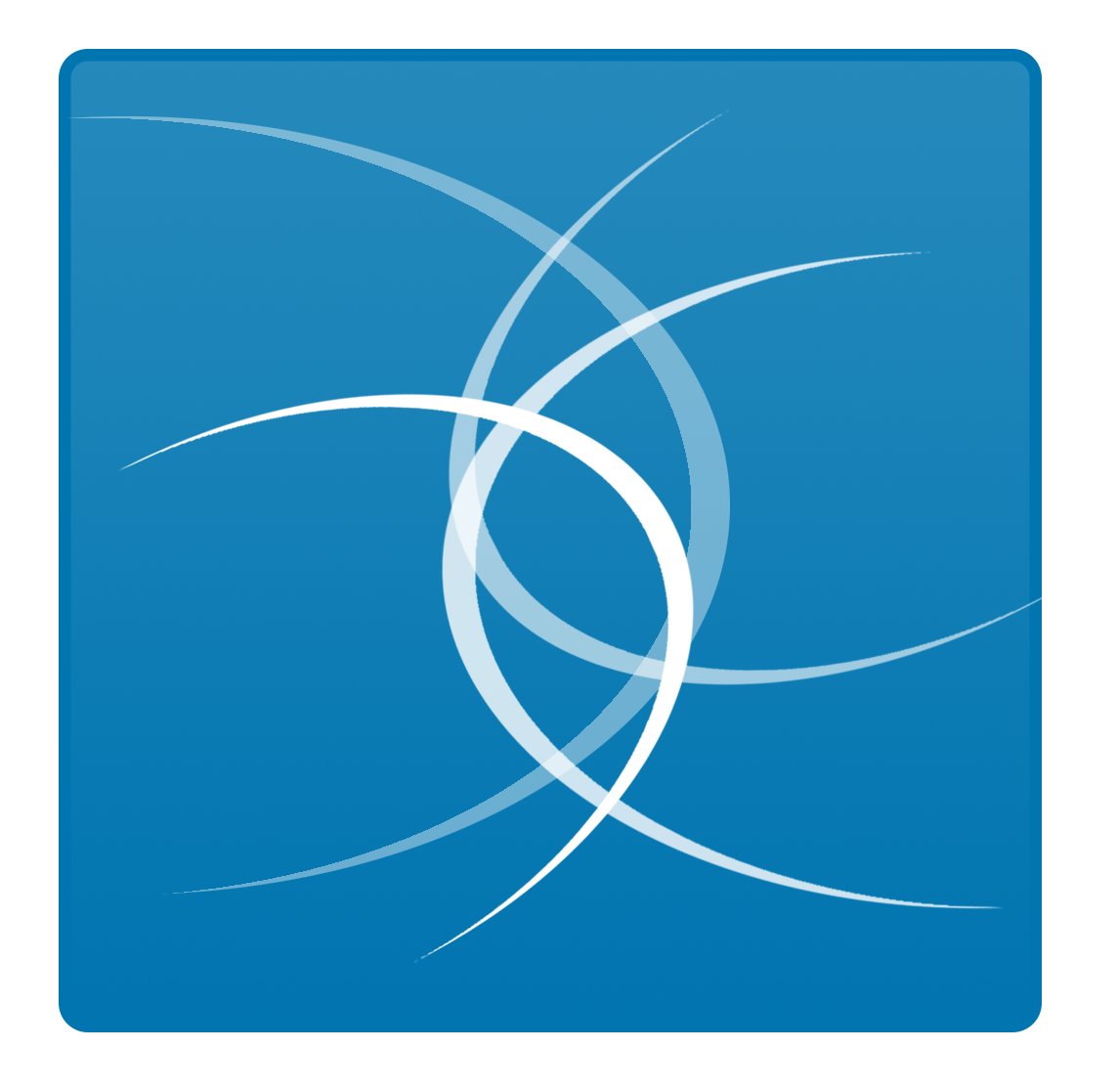
نمایی از نشان‌وارهٔ رسمی علوم وب (Web science)

علوم وب (Web science) به آن‌گونه از تلاش‌ها و مطالعات علمی گفته می‌شود که به‌منظور صوری‌سازی و یکپارچه‌نمایی ابعاد گوناگون اجتماعی و مهندسی کاربردهای مبتنی بر همکاری تحت شبکه‌های بزرگ‌مقیاس محاسباتی همچون وب جهان‌شمول صورت می‌گیرد.